# Бынино (Владимирская область)
Бы́нино — деревня в Киржачском районе Владимирской области, входит в состав Филипповского сельского поселения.

## География
Деревня расположена на берегу речки Большая Дубна в 29 км на юг от райцентра города Киржач. Рядом с деревней находятся дачные участки «Нефтяник-8».

## История
В конце XIX — начале XX века деревня входила в состав Финеевской волости Покровского уезда, с 1926 года — в составе Киржачской волости Александровского уезда. В XIX — начале XX века относилась к Житенинскому приходу.
В 1859 году в деревне числилось 67 дворов, в 1905 году — 114 дворов, в 1926 году — 122 двора.
С 1929 года деревня являлась центром Бынинского сельсовета Киржачского района, с 1940 года — в составе Финеевского сельсовета, с 1971 года — в составе Песьяновского сельсовета, с 2005 года — в составе Филипповского сельского поселения.
В XIX — начале XX веков жители деревни Бынино относились к Житенинскому приходу.
С 1875 года в деревне работала земская народная школа. Учащихся в 1895—1896 учебном году — 30.

## Население
| 1859 | 1905 | 1926 | 1959 | 1970 | 1979 | 1983 |
| ---- | ---- | ---- | ---- | ---- | ---- | ---- |
| 416  | ↗612 | ↘573 | ↘136 | ↘47  | ↘24  | ↘23  |
| 2002 | 2010 | 2021 |      |      |      |      |
| ↘6   | ↗17  | ↗55  |      |      |      |      |

## Экономика
- В двух километрах от Бынино расположены торфяные месторождения Мухановское и Заваруха.

## Улицы в деревне Бынино[11]
Захаровка 

Захаровка 2-я 

Куриная Слободка 

Лесная 

Новая 

Просёлочная 

Самодуровка 

Слободка 

Семёновка 

Семёновка 2-я 

Тихая 

Цветная 

Ясная

## Достопримечательности
- Часовня, в которой проводятся службы во время праздников.

## Галерея
- Река Дубенка в районе деревни

## Топографические карты
- Лист карты N-37-III. Масштаб: 1 : 200 000. Указать дату выпуска/состояния местности.